# Megumi Murakami
Megumi Murakami (村上爱, Murakami Megumi, Saitama, 6 de junho de 1992) é uma cantora pop japonesa e era mais conhecida como uma das vocalistas do grupo pop feminino °C-ute. No entanto, a partir de 31 de outubro de 2006, ela se retirou do Hello! Project e da indústria de ídolos.

## Carreira
Em 2002, Murakami foi aprovada na Hello! Project Kids Audition, juntamente com quatorze outras meninas. Em 2003, ela tornou-se um membro do grupo ZYX, embora tenha sido curta. Oito dos Hello! Project Kids foram escolhidos para Berryz Kobo e as restantes formaram o C-ute.
Em 31 de outubro de 2006, Murakami inesperadamente se aposentou sem um concerto de graduação para continuar a escola e levar uma vida privada.Ironicamente, este anúncio foi feito dias depois que fotos dela andando com um menino apareceu na Internet.